# X-23
X-23 (echte naam Laura Kinney alias Laura X) is een personage uit de animatieserie X-Men: Evolution. Haar naam staat voor Experiment #23. Ze is een kloon van Wolverine.
X-23 maakte haar debuut in de strips in de serie NYX in 2004. Ze is een van de weinige personages die oorspronkelijk werd bedacht voor een animatieserie, en daarna pas in de strips is opgenomen.
X-23 werd bedacht door Craig Kyle. Hij en Chris Yost schreven de scripts van twee afleveringen van X-Men: Evolution waar X-23 in meedeed ("X-23" en "Target X"). Ook bedachten zij de stripboek miniserie waarin X-23’s oorsprong werd onthuld.

## Biografie

### X-Men Evolution
X-23 verscheen voor het eerst in aflevering 41 (getiteld "X-23"), waarin haar stem werd gedaan door Brittney Irvin.
Wolverine ontdekte via S.H.I.E.L.D. dat Dr. Deborah Risman, die werkt voor HYDRA, een vrouwelijke kloon van hem had gemaakt. De kloon had twee intrekbare klauwen aan beide handen (in plaats van drie zoals Wolverine) en een in elke voet (iets dat Wolverine niet heeft). De kloon stond enkel bekend onder de codenaam X-23 – de eerste 22 pogingen tot het maken van een kloon faalden.
Het leven van een normaal kind werd haar ontnomen. X-23 werd haar hele leven geobserveerd en trainde om haar vaardigheden te verbeteren. Uit woede wilde ze wraak nemen op Wolverine. Ze drong binnen in de X-Men’s school. Ze liep enkele andere X-Men tegen het lijf, maar versloeg hen zonder al te veel moeite. Toen Wolverine haar confronteerde kreeg hij medelijden met haar. En in plaats van haar aan S.H.I.E.L.D. uit te leveren zoals Nick Fury wilde, besloot hij haar te laten gaan.
Later kwam Wolverine haar nogmaals tegen, terwijl ze op de vlucht was voor zowel HYDRA agenten als S.H.I.E.L.D. Ze stond toe dat zij en Wolverine werden gevangen met het plan zo binnen te dringen in HYDRA’s mobiele hoofdkwartier. Ze vernietigde met succes het voertuig, en zette hierbij haar eigen dood in scène.
In de laatste aflevering van het vierde seizoen wordt in het toekomstbeeld van Professor X een mutant die sterk op een volwassen versie van X-23 lijkt getoond als lid van de X-Men.

### Strip
Toen het geheime project Weapon X weer opnieuw werd opgestart, wilde de directeur van het project, , Doctor Martin Sutter, het experiment dat was gedaan met Wolverine herhalen. Aangezien geen enkele andere mutant in staat was het proces waarbij adamantium aan het skelet wordt gebonden te overleven, rekruteerde hij Dr. Sarah Kinney om een kloon van Wolverine te maken. Omdat het enige genetische monster dat ze nog hadden van Wolverine beschadigd was, mislukte het proces 22 keer en ontstond bij de 23e poging een vrouwelijke kloon. Deze kreeg de naam X-23.
X-23 werd gedurende haar leven getraind als wapen. Na 7 jaar werd ze blootgesteld aan radioactiviteit om de activering van haar mutatiegen te versnellen. Daarna werden haar klauwen voorzien van adamantium. Daarna werd X-23 een tijdje ingezet als huurling voor de hoogste bieder. Uiteindelijk gaf Dr. Kinney X-23 de bijnaam Laura.
X-23 ontsnapte later nadat Weapon X weer was opgeheven, en dook twee jaar later op in New York. Hier ontmoette ze uiteindelijk ook Wolverine en werd ze opgenomen op Xavier’s mutantenschool. Ze hield hier Wolverine altijd scherp in de gaten. Ook werd ze tijdelijk de nieuwe Captain Universe.
Na de gebeurtenissen uit House of M was X-23 een van de 27 studenten op Xavier’s school die haar krachten behield. Emma Frost liet de overgebleven studenten onderling vechten om te bepalen wie in het nieuwe X-Men team mocht. X-23 won, ondanks dat Emma haar tegen probeerde te werken.

## Ultimate X-23
In de Ultimate Marvel X-Men strips nam Dr. Cornelius een genetisch monster van Wolverine met het plan een kloon te maken. Dit kan inhouden dat X-23 binnenkort in de Ultimate Marvel strips zal verschijnen.

## Krachten en vaardigheden
Omdat ze een vrouwelijke kloon is van Wolverine zijn X-23’s krachten vrijwel gelijk aan die van hem. De enige echte verschillen zijn het aantal klauwen aan de handen (zij heeft er twee per hand en Wolverine drie) en voeten (zij heeft een klauw aan elke voet, Wolverine heeft er geen). Net als bij Wolverine zijn deze klauwen bedekt met adamantium. Ze wist echter te ontsnappen voordat haar gehele skelet met adamantium kon worden bedekt.
Net als Wolverine beschikte ze over een zeer sterke geneesfactor. Het moet wel vermeld worden dat het niet zeker is of haar geneesfactor sterker is. Wolverine gebruikt een deel van zijn geneesfactor om de adamantiumvergiftiging tegen te gaan. Aangezien X-23 minder adamantium in zich heeft, moet haar lichaam ook minder tegen de vergiftiging werken en zal ze dus bijgevolg ook sneller genezen.
X-23 onderging bij Weapon X veel training met verschillende wapens, explosieven, en zowel gewapende als ongewapende gevechten.

## In andere media

### Film
X-23 verschijnt als hoofdpersonage in de film Logan uit 2017. Hierin is ze een jong meisje die gered moet worden door Wolverine. Laura / X-23 wordt in deze film gespeeld door Dafne Keen.

### Marvel Cinematic Universe
In de derde Deadpool film Deadpool & Wolverine uit 2024 verschijnt Laura / X-23 voor het eerst in het Marvel Cinematic Universe. Wederom wordt ze hierin gespeeld door Dafne Keen.

### Televisieseries
X-23 verscheen in de volgende televisieseries:
- X-Men Evolution (2000-2003), ingesproken door Andrea Libman en Brittney Irvin
- Wolverine and the X-Men (2009), ingesproken door Tara Strong

### Videospellen
X-23 verscheen in de volgende videospellen:
- Marvel vs. Capcom 3: Fate of Two Worlds (2011), ingesproken door Tara Strong
- Ultimate Marvel vs. Capcom 3 (2011), ingesproken door Tara Strong
- Marvel Heroes (2013), ingesproken door Tara Strong